# Eudonia ustiramis
Eudonia ustiramis là một loài bướm đêm trong họ Crambidae.